# 99 Luftballons
99 Luftballons(독일어로 99개의 풍선)은 독일의 밴드인 네나의 1983년 밴드와 동명의 앨범에 수록된 곡이다. 1983년 서독에서 가장 많이 팔린 곡이다. 국제적으로 알려진 몇 안되는 독일어 곡 중 하나이다. 작사는 카를로 가르게스, 작곡은 우베 파렌크로크-페테르센이 했다. 장르는 뉴웨이브이다.
원곡이 유럽과 일본에서 대흥행하면서 1984년에는 케빈 맥앨라가 작사한 영어 버전의 99 Red Balloons 곡이 수록된 99 Luftballons 앨범이 발표되었다. 영어판 가사는 독일어판 가사를 직역한 것은 아니며 다소 다른 의미를 지닌 가사들이 있다. 미국에서는 영어판 곡이 앨범 차트에 오르진 못했으나 독일어판 곡은 밴드 네나의 유일한 미국 히트작으로 남았다.